# Affärsidé
En affärsidé är de centrala tankar och idéer utifrån vilka ett företag verkar. Ett centralt krav på affärsidén är att om den följs väl så leder den till att företaget genererar vinst. Affärsidén behöver inte nödvändigtvis vara exklusiv för företaget. Det går till exempel att hyra en redan färdig affärsidé och etablera den i annat område än där den redan tillämpas, så kallad franchising. 
Affärsidén är den första och viktigaste byggstenen i en affärsmodell för en näringsverksamhet.  
Idén delas in i yttre- och inre affärsidé.  
Yttre affärsidé
- Kundgrupp: Vilka riktar sig företaget till?  Vad har denna grupp för behov?
- Produkt (vara eller tjänst): Vad ska företaget erbjuda kunderna? Hur fyller den kundernas behov?

Inre affärsidé
- Metod: Hur ska företaget organiseras?
- Konkurrens: Hur ska företaget hävda sig mot andra företag i samma bransch?

Begreppet affärsidé lanserades på 1970-talet av managementforskaren Richard Normann.
Roos m fl (Strategi: en introduktion, 1998, sid 56) menar att affärsidén främsta uppgift är att ange företagets riktning och att klargöra attityder. Den innebär i mindre utsträckning ett klargörande av företagets mål. De menar att affärsidén först och främst bör:
- åstadkomma en förståelse för syftet med organisationen.
- skapa ett underlag för motivation.
- utgöra ett underlag för fördelning av företagets resurser.
- etablera den ton och det affärsklimat som önskas.
- fungera som en orienteringspunkt för dem som kan identifiera sig med företagets syfte och riktning.
- möjliggöra en översättning av organisationens syfte till konkreta mål.
- möjliggöra en översättning av mål till strategier och andra aktiviteter.